# Crazy Dennis Tiger
Crazy Dennis Tiger ist ein deutscher Kurzfilm, der im Sommer 2011 anlässlich der Studentenfilmreihe 2012 des RBB in Kooperation mit der Hochschule für Film und Fernsehen „Konrad Wolf“ in Potsdam-Babelsberg entstand. Regie führte Jan Soldat.
Der Film wurde auf mehreren deutschen und einem pakistanischen Festival sowie im öffentlich-rechtlichen Fernsehen des RBB gezeigt.

## Handlung
Dennis ist ein eher ruhiger Junge und lebt in einem kleinen Ort in Brandenburg. Er ist verschlossen und fast schon ein Einzelgänger. Die Jungs, mit denen er in seiner Freizeit mit dem Luftgewehr umherschießt, sind eher oberflächliche Bekannte. Sein einziger Freund ist sein großer Bruder Philipp, mit dem ihn vor allem das gemeinsame Hobby Wrestling verbindet. Als dieser jedoch bei einer Wrestling-Veranstaltung vom aggressiven und verhassten Wrestler Eddy the Raptor verletzt wird, steht Dennis plötzlich allein da. Notgedrungen muss er nun alle Aufgaben und Verantwortungen von Philipp übernehmen. Als er dann auch noch den Frust seines Bruders zu spüren bekommt, schwört Dennis Rache an Eddy – auch wenn er dem Wrestler mehr als unterlegen ist.

## Hintergrund
Im April 2012 feierte der Kurzfilm im Kino International in Berlin seine interne Premiere.
Am Donnerstag, dem 26. April 2012, war der Film zum ersten Mal im deutschen Fernsehen zu sehen.
Gedreht wurde an Originalschauplätzen in den Brandenburger Orten Schildow, Glienicke und Bergfelde. Der im Film gezeigte Wrestling-Verein ist die Eurowrestling-Company in Bergfelde.
Die beiden Hauptdarsteller sind auch im wirklichen Leben Brüder, und das eigene Wohnhaus ihrer Familie diente als Set. Auch ihr wirklicher Vater spielt im Film, in kurzen Szenen, den Vater von Dennis und Philipp.

## Rezeption
„Crazy Dennis Tiger ist ein beinahe schon poetischer Film, der sehr nah an seine Figuren heranrückt, der ihre Fehler und Ungeschicktheiten aber nicht ausstellt, und der sich nie über sie erhebt. In einer langen Sequenz am Ende, in der Dennis innerlich zur Ruhe kommt, wird dann auch der Film ganz still. Irgendwo zwischen Verlorensein und neuem Aufbruch; der Hoffnung macht, dass da doch noch eine Zukunft auf einen wartet. Crazy Dennis Tiger, der so verspielt gewalttätig begann, ist eigentlich ein sehr zärtlicher Film.“

## Präsentationen und Nominierungen
Der Film wurde auf zahlreichen bekannten Festivals, Veranstaltungen und Wettbewerben präsentiert und war in unterschiedlichen Kategorien nominiert.
- Er feierte seine eigentliche Premiere auf den 62. Filmfestspielen Berlin, der Berlinale 2012, wo er in der Kategorie „GENERATION 14plus“ nominiert war.[3]
- Vom 17.-22. April 2012 auf dem Filmfest Dresden im Sonderprogramm.
- Vom 18.-25. April 2012 auf dem Achtung Berlin Festival | Nominiert in der Kategorie Bester Mittellangfilm[4]
- Vom 24.-29. April 2012 auf dem 41. Internationalen Studentenfilmfestival Sehsüchte in Potsdam im Kurzfilmwettbewerb. | Nominiert als bester Spielfilm unter 30 Minuten[5]
- Vom 6.-12. Mai 2012 auf dem Deutschen Kinder-Medien-Festival Goldener Spatz in der Reihe Jugendfilme.[6]
- Vom 13.-17. Juli 2012 auf dem Open Eyes Filmfest in Marburg
- Am 18. September 2012 auf dem Lahore International Children's Film Festival in Pakistan
- Am 29. Oktober 2012 beim Deutschen Kurzfilmpreis| Nominiert in der Kategorie „Spielfilme mit einer Laufzeit von mehr als 7 bis 30 Minuten Laufzeit“[7]
- Vom 13.-20. November 2012 auf dem European Film Festival for Documentaries in Neubrandenburg
- Vom Am 13.-18. November 2012 auf dem Interfilm Festival in Berlin
- Vom 16.-25. November 2012 auf dem Exground-Filmfest in Wiesbaden[8]